# Лука Пелегрини
Лука Пелегрини (на италиански: Luca Pellegrini) е италиански футболист, защитник, който играе за Лацио.

## Кариера

### Рома
На 17 април 2018 г. Пелегрини подписва първия си професионален договор с Рома до 2021 г.
Пелегрини се присъединява към първия отбор през сезон 2018/19, на 19-годишна възраст. Той прави своя професионален дебют и Серия А при победата с 4:0 над Фрозиноне на 26 септември 2018 г., като прави асистенция на Александар Коларов. На 2 октомври 2018 г. дебютира в Шампионската лига в груповата фаза при 5:0 срещу Виктория (Пилзен).
Каляри (под наем)
На 31 януари 2019 г. е пратен под наем в Каляри до края на сезона. Там той записва 11 мача, сред които една асистенция.
Ювентус
През лятото на 2019 година Ювентус купува играча за сумата от 22 млн. евро. Въпреки това той не записва мач за отбора и е пратен отново под наем в отбора на Каляри.
Каляри (под наем)
През втория се престой под наем в Каляри той записва 24 мача за първенство и се отчита с 5 асистенции.
Дженоа (под наем)
Този път играчът е изпратен под наем в Дженоа, като през сезон 2020/21 е измъчван често от контузии и играе само в 11 мача, в които прави една асистенция
Ювентус
След няколко години прекарани под наем, играчът се завръща в отбора на Ювентус, взимайки номер 17. Прави своя дебют срещу отбора на Наполи, мач загубен с резулатат 2 – 1.

## Национален отбор
Той дебютира с отбора на Италия до 21 г. на 11 октомври 2018 г., в приятелски мач загубен с 0:1 срещу Белгия.